# Borsbeek
Borsbeek è un comune belga di 10 224 abitanti nelle Fiandre (Provincia di Anversa).